# Beryll
Beryll ist ein häufig vorkommendes Mineral aus der Mineralklasse der „Silikate und Germanate“ mit der chemischen Zusammensetzung Al2Be3[Si6O18] und damit chemisch gesehen ein Aluminium-Beryllium-Silikat. Strukturell gehört es zu den Ringsilikaten.
Beryll kristallisiert im hexagonalen Kristallsystem und entwickelt vorwiegend große Kristalle mit tafeligem oder prismatischem bis säuligem Habitus und glas- bis fettähnlichem Glanz auf den Oberflächen. Die größten bekannten Kristalle waren bis zu 18 Meter lang und 180 Tonnen schwer. Beryll tritt aber auch in Form körniger oder massiger Aggregate auf, die leicht mit Quarz verwechselt werden können. In reiner Form ist Beryll farblos und durchsichtig und wird in dieser Form als Goshenit bezeichnet. Durch vielfache Lichtbrechung aufgrund von polykristalliner Ausbildung kann er aber auch durchscheinend weiß sein und durch Fremdbeimengungen verschiedene Farben annehmen, die oft individuelle Bezeichnungen erhielten.
Aufgrund seiner hohen Mohshärte von 7,5 bis 8 und seiner oft gut ausgebildeten Kristalle wird Beryll vorwiegend zu Schmucksteinen verarbeitet, wobei vor allem der blaue Aquamarin, der grüne Smaragd und der hellgelbe bis grünlichgelbe Goldberyll bekannt sind.

## Etymologie und Geschichte
Das Fremdwort Beryll wurde aus lateinisch beryllus (auch als berillus) oder beryllos entlehnt und geht über altgriechisch βήρυλλος bḗryllos auf das mittelindische (Prakrit) veruliya und altindische (Sanskrit) vaiḍūrya zurück. Letzteres leitet sich wiederum wohl von einem dravidischen Ortsnamen vēḷūr ab.
Das lateinische beryllus wurde im Mittelalter als Oberbegriff für alle klaren Kristalle bzw. Edelsteine gebraucht. Über mittelhochdeutsch berillus und berille entstand das Wort Brille („Augengläser“), da die ersten Linsen aus Kristall geschliffen wurden. Der feminine Singular die Brille beruht auf einer späteren Umdeutung der Pluralform die b[e]rille (Singular der b[e]rille = einzelnes Augenglas), nachdem zwei Augengläser üblich geworden waren.
Aus dem lateinischen beryllus leitet sich auch italienisch brillare ‚glänzen, strahlen‘ ab – und daraus französisch briller, dessen Partizip brillant ‚glänzend, strahlend‘ den deutschen Fremdwörtern Brillant (ein speziell geschliffener Diamant) und Brillanz zugrunde liegt. Nach der geläufigen Aussprache wäre eigentlich auch im Deutschen die englische Schreibweise zu erwarten (brilliant). Die Norm (z. B. brillant, Brillanz) richtet sich im Deutschen jedoch nach der französischen Herkunft, was in diesem Fall zu häufigen Rechtschreibfehlern führt.
Der Abbau der Beryll-Varietät Smaragd lässt sich bis ins 13. Jahrhundert v. Chr. nach Ägypten zurückverfolgen. Aber auch im präkolumbischen Südamerika wurde der Schmuckstein weiträumig gehandelt.

## Klassifikation
Bereits in der veralteten 8. Auflage der Mineralsystematik nach Strunz gehörte Beryll zur Mineralklasse der „Silikate und Germanate“ und dort zur Abteilung der „Ringsilikate (Cyclosilikate)“ (Mit Sechserringen [Si6O18]12−), wo er als Namensgeber die „Beryll-Reihe“ mit der System-Nr. VIII/C.06a und den weiteren Mitgliedern Bazzit und Indialith innerhalb der „Beryll-Cordierit-Gruppe“ (Nr. VIII/C.06) bildete.
Im zuletzt 2018 überarbeiteten und aktualisierten Lapis-Mineralienverzeichnis nach Stefan Weiß, das sich aus Rücksicht auf private Sammler und institutionelle Sammlungen noch nach dieser alten Form der Systematik von Karl Hugo Strunz richtet, erhielt das Mineral die System- und Mineral-Nr. VIII/E.12-10. In der „Lapis-Systematik“ entspricht dies ebenfalls der Abteilung „Ringsilikate“, wobei in den Gruppen VIII/E.12 bis 21 die Minerale eingeordnet sind, deren Struktur aus Sechserringen [Si6O18]12− aufgebaut sind. Beryll bildet hier zusammen mit Bazzit, Bunnoit, Cordierit, Ferroindialith, Indialith, Pezzottait, Sekaninait und Stoppaniit eine eigenständige, aber unbenannte Gruppe.
Die seit 2001 gültige und von der International Mineralogical Association (IMA) zuletzt 2009 aktualisierte 9. Auflage der Strunz’schen Mineralsystematik ordnet den Beryll ebenfalls in die Abteilung der „Ringsilikate“ ein. Diese ist allerdings weiter unterteilt nach der Struktur der Silikatringe, so dass das Mineral entsprechend seinem Aufbau in der Unterabteilung „[Si6O18]12− Sechser-Einfachringe ohne inselartige, komplexe Anionen“ zu finden ist, wo es ebenfalls namensgebend die „Beryllgruppe“ mit der System-Nr. 9.CJ.05 und den weiteren Mitgliedern Bazzit, Indialith, Pezzottait und Stoppaniit bildet.
Auch die vorwiegend im englischen Sprachraum gebräuchliche Systematik der Minerale nach Dana ordnet den Beryll in die Klasse der „Silikate und Germanate“ und dort in die Abteilung der „Ringsilikate: Sechserringe“ ein. Hier ist er ebenfalls als Namensgeber der „Beryllgruppe“ mit der System-Nr. 61.01.01 und den weiteren Mitgliedern Bazzit, Indialith, Stoppaniit und Pezzottait innerhalb der Unterabteilung „Ringsilikate: Sechserringe mit Si6O18-Ringen; mögliche (OH) und Al-Substitution“ zu finden.

## Chemismus
In 100 % reiner Form, die allerdings nur synthetisch herzustellen ist, besteht Beryll aus rund 19 % Aluminiumoxid (Al2O3), 14 % Berylliumoxid (BeO) und 67 % Siliciumdioxid (SiO2).
Natürlicher Beryll kann verschiedene Fremdbeimengungen enthalten wie unter anderem Rubidiumoxid (Rb2O) und Caesiumoxid (Cs2O). Auch Kristallwasser (H2O, bis 3 %) sowie Argon und Helium können in den Kanälen der Ringsilikat-Struktur eingelagert sein.
Weitere mögliche Fremdbeimengungen sind unter anderem Lithium und Natrium sowie verschiedene Oxide und Hydroxide, Halogenide und/oder Fluoride.

## Kristallstruktur

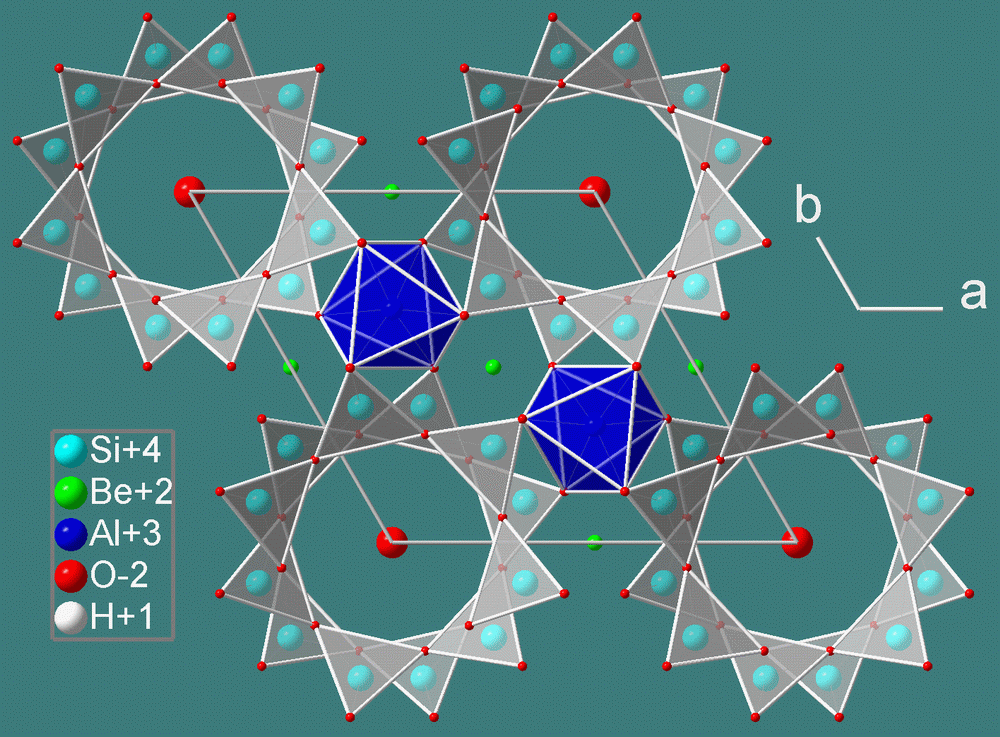
Strukturbild einer Beryll-Elementarzelle

Beryll kristallisiert hexagonal in der Raumgruppe P6/mcc (Raumgruppen-Nr. 192) mit den Gitterparametern a = 9,22 Å und c = 9,20 Å sowie zwei Formeleinheiten pro Elementarzelle.
Die Kristallstruktur von Beryll besteht aus Sechser-Einfachringen mit der Strukturformel [Si6O18]12−, die in Richtung der c-Achse konzentrisch übereinander geschichtet und jeweils um 30° verdreht sind. Aufgrund der konzentrischen Anordnung der Ringe bilden sich offene Kanäle mit einem Durchmesser von einigen Ångström. In diesen Hohlkanälen sind die verschiedenen Fremdbeimengungen austauschbar eingelagert.
Zwischen den Ringen befinden sich die Aluminium- und Beryllium-Ionen, wobei Aluminium von jeweils sechs und Beryllium von jeweils vier Sauerstoffionen umgeben ist. Man spricht daher auch von einer [6]- bzw. [4]-Koordination beim Aluminium bzw. Beryllium.

## Eigenschaften

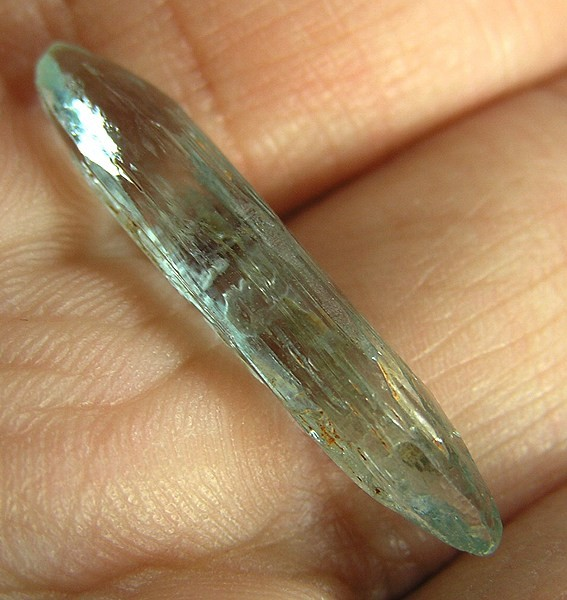
Beryll-Doppelender mit sichtbarer Längsstreifung (Größe: 2,6 cm × 0,4 cm × 0,3 cm)

### Morphologie
Die Kristallmorphologie von Beryll ist überwiegend einfach und in der Tracht gekennzeichnet durch das hexagonale Prisma {1010} und dem abschließenden Pinakoid {0001}. Hinzu kommen gelegentlich hexagonal-dipyramidale Formen in erster und zweiter Stellung {1121} und {1011} sowie die dihexagonal-dipyramidale Vollform (Holoedrie).
Der Habitus kann kurz- bis langprismatisch sein, wobei die Prismenflächen oft längsgestreift sind. Gelegentlich finden sich auch stengelige und körnige bis derbe Massen.

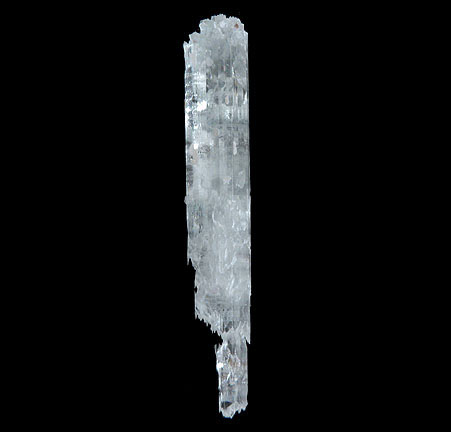
Prismatischer Beryll mit angeätzten Endflächen (Größe: 5,5 cm × 0,7 cm × 0,7 cm)

### Physikalische und chemische Eigenschaften
Der Schmelzpunkt von Beryll beträgt 1650 °C.
Beryll ist gegenüber verschiedenen Säuren unempfindlich und nur sehr schwach löslich in Fluorwasserstoff (HF). Dagegen ist er empfindlich gegenüber Alkalischen Lösungen und daher unter anderem löslich in Natriumhydroxid (NaOH, Natronlauge) und Kaliumhydroxid (KOH, Kalilauge).

## Varietäten und Modifikationen
Die farblose Reinform von Beryll erhielt wie die Reinform von Quarz (Bergkristall) eine eigenständige Bezeichnung und ist als Goshenit bekannt. Farblose Berylle sind allerdings sehr selten.
Weitaus bekannter sind als farbige Varietäten der grüne Smaragd, der blaue Aquamarin, der gelbe Goldberyll (auch Heliodor) sowie der rosafarbene Morganit, der nach dem New Yorker Bankier John Pierpont Morgan benannt wurde (nicht zu verwechseln mit Mogánit aus der Familie der Kieselsäuren).
Eine ebenfalls rosafarbene, caesiumhaltige Beryllvarietät wird als Vorobyevit bzw. Worobieffit oder einfach Caesium-Beryll bezeichnet.
Sehr selten ist auch die Varietät Roter Beryll, dessen veraltete Bezeichnung Bixbit aufgrund der deutlichen Verwechslungsgefahr mit dem Mineral Bixbyit nach den Bestimmungen der CIBJO zu den unerwünschten Handelsnamen gehört.

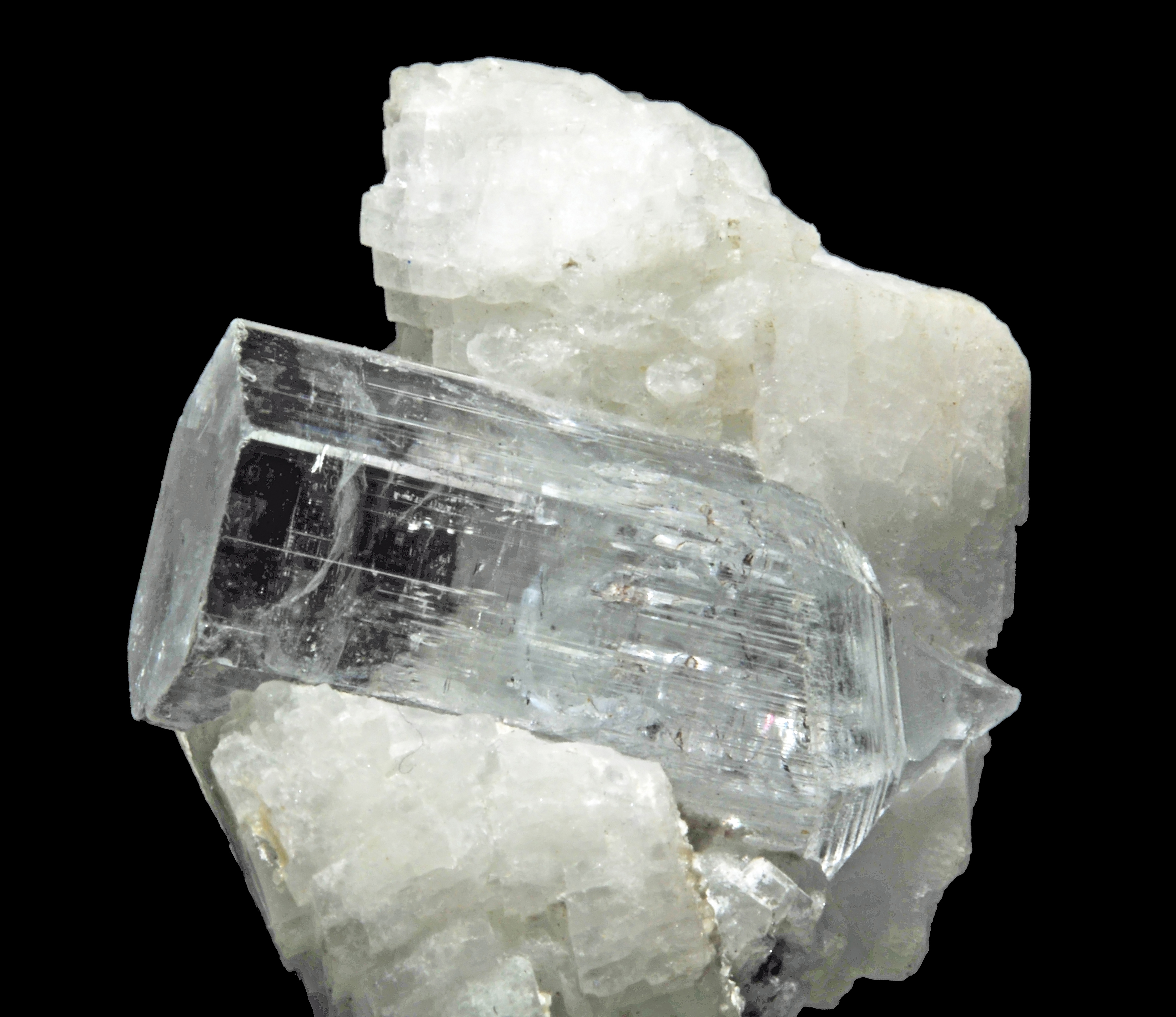
Farbloser Goshenit auf Albit (Varietät Cleavelandit) aus Chamachhu am Haramosh, Pakistan
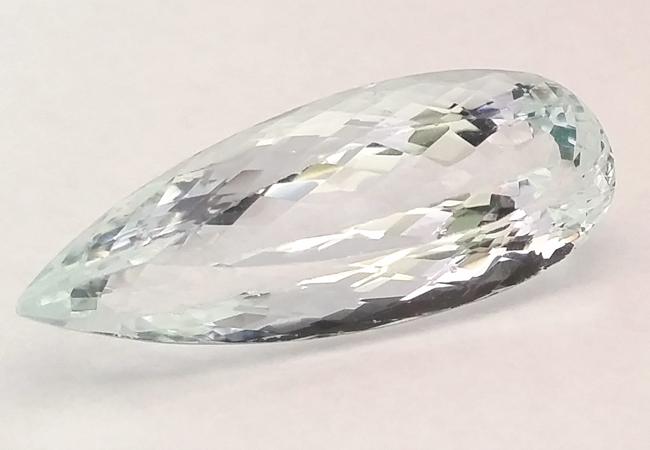
facettierter Goshenit, 16.61ct,Brasilien
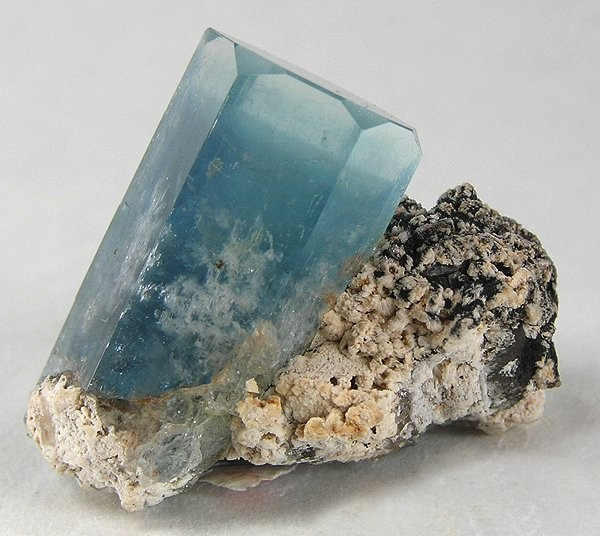
Blauer Aquamarin vom Erongogebirge, Namibia
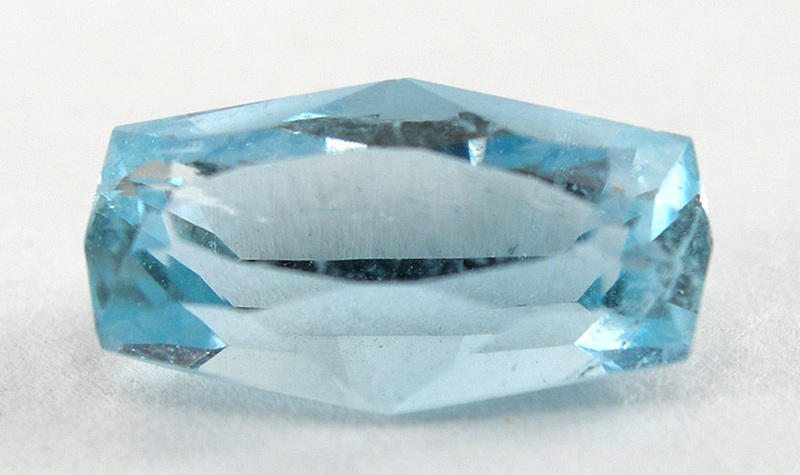
facettierter Aquamarin, 13.24ct,Brasilien
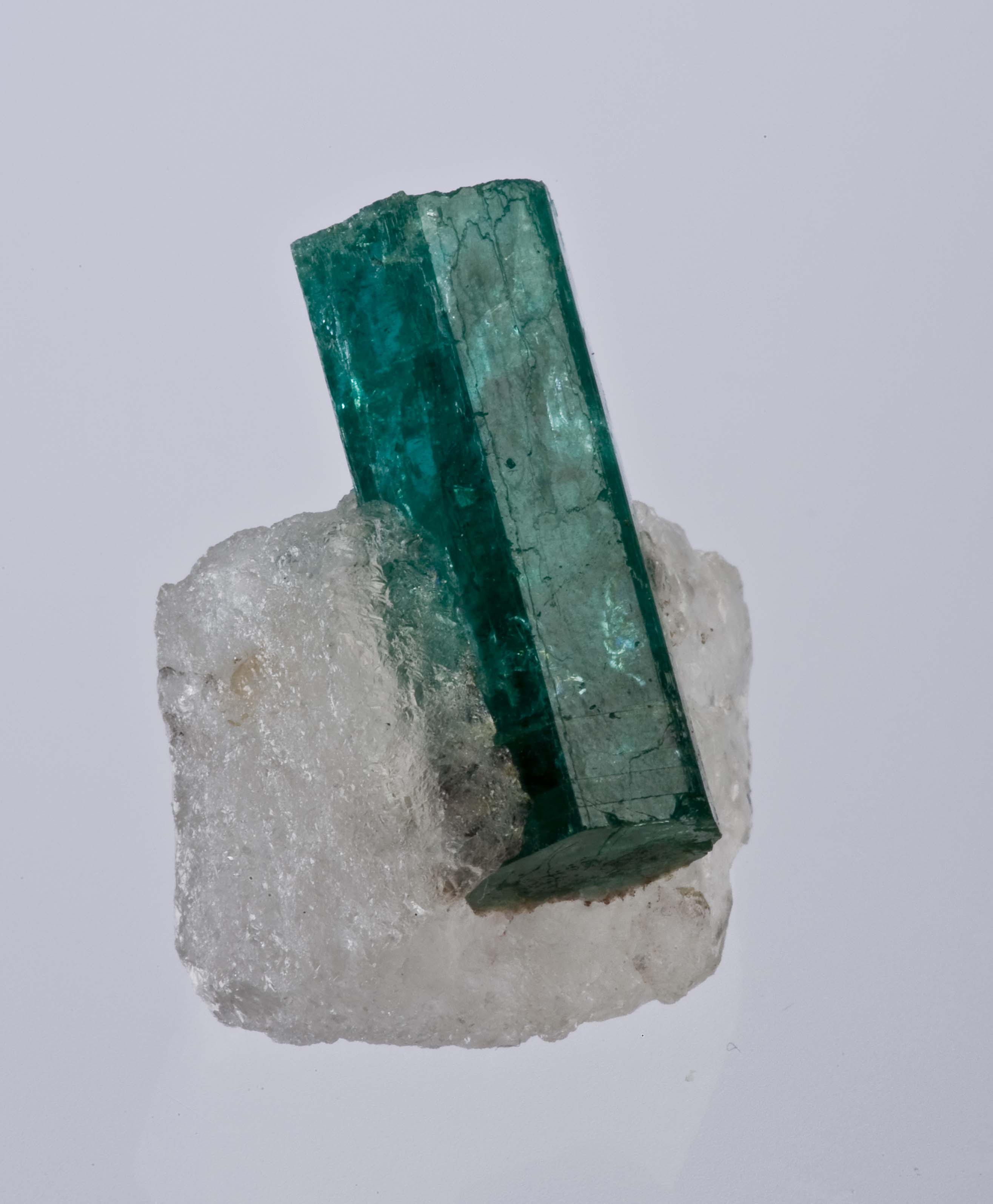
Dunkelgrüner Smaragd aus der Kagem Emerald Mine, Ndola, Sambia
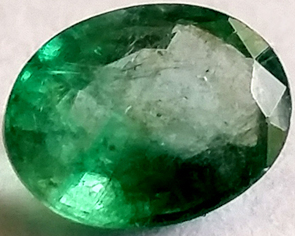
facettierter Smaragd, 1.07ct, Kolumbien
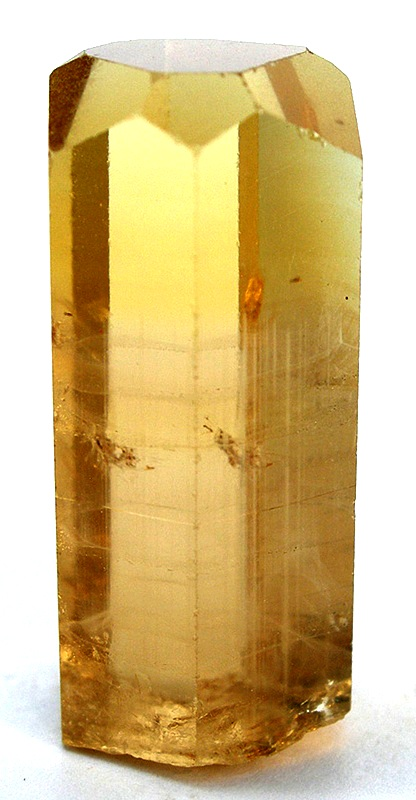
Goldberyll (Heliodor) aus Marimbaia, Minas Gerais, Brasilien
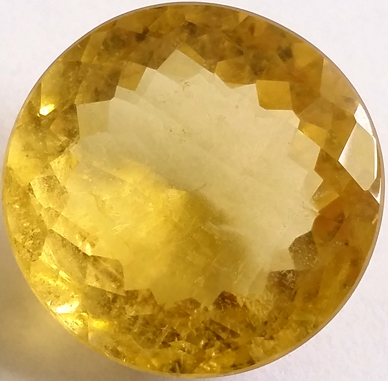
facettierter Heliodor, 48.75ct, Brasilien
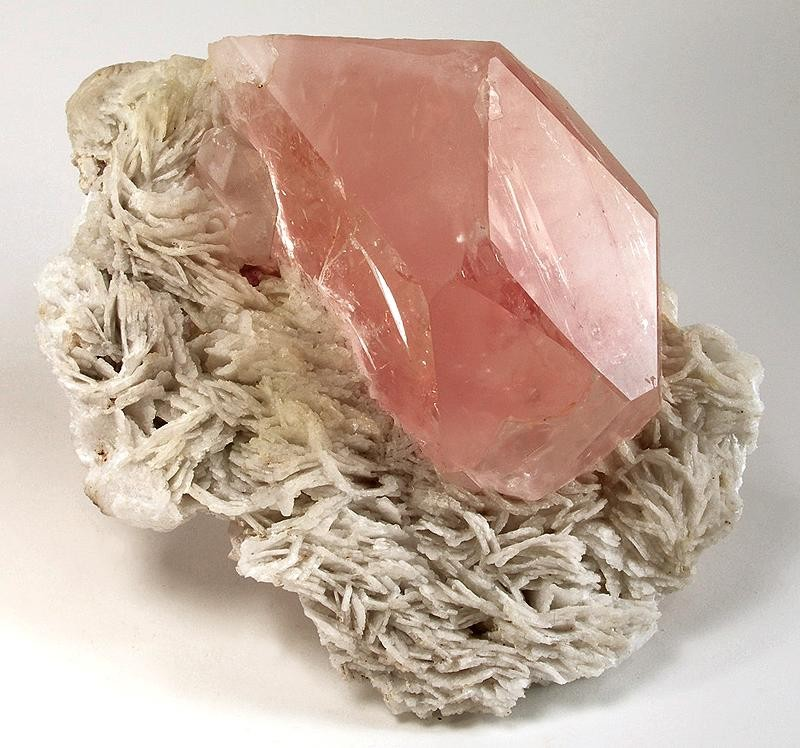
Rosa Morganit aus dem Pegmatitfeld Darra-i-Pech, Nangarhar, Afghanistan
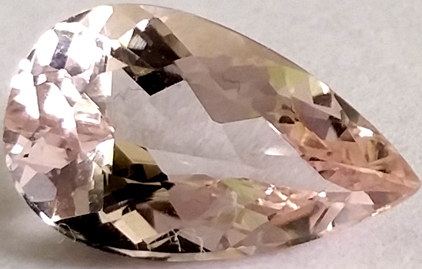
facettierter Morganit, 2,01ct, Brasilien
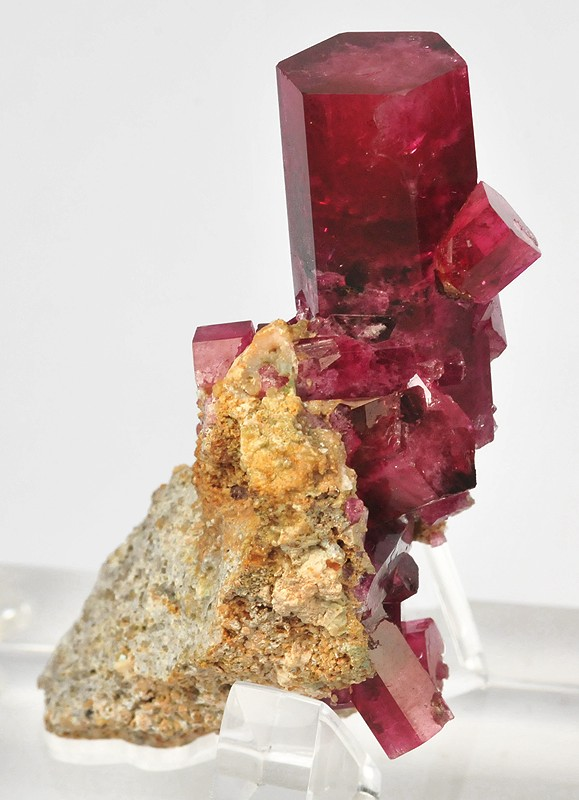
Roter Beryll aus dem Harris Claim, Wah Wah Mountains, Beaver County (Utah), USA
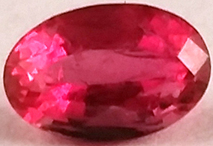
facettierter Roter Beryll / Bixbit, 0.56ct, Wah Wah Mountains, Beaver County (Utah), USA
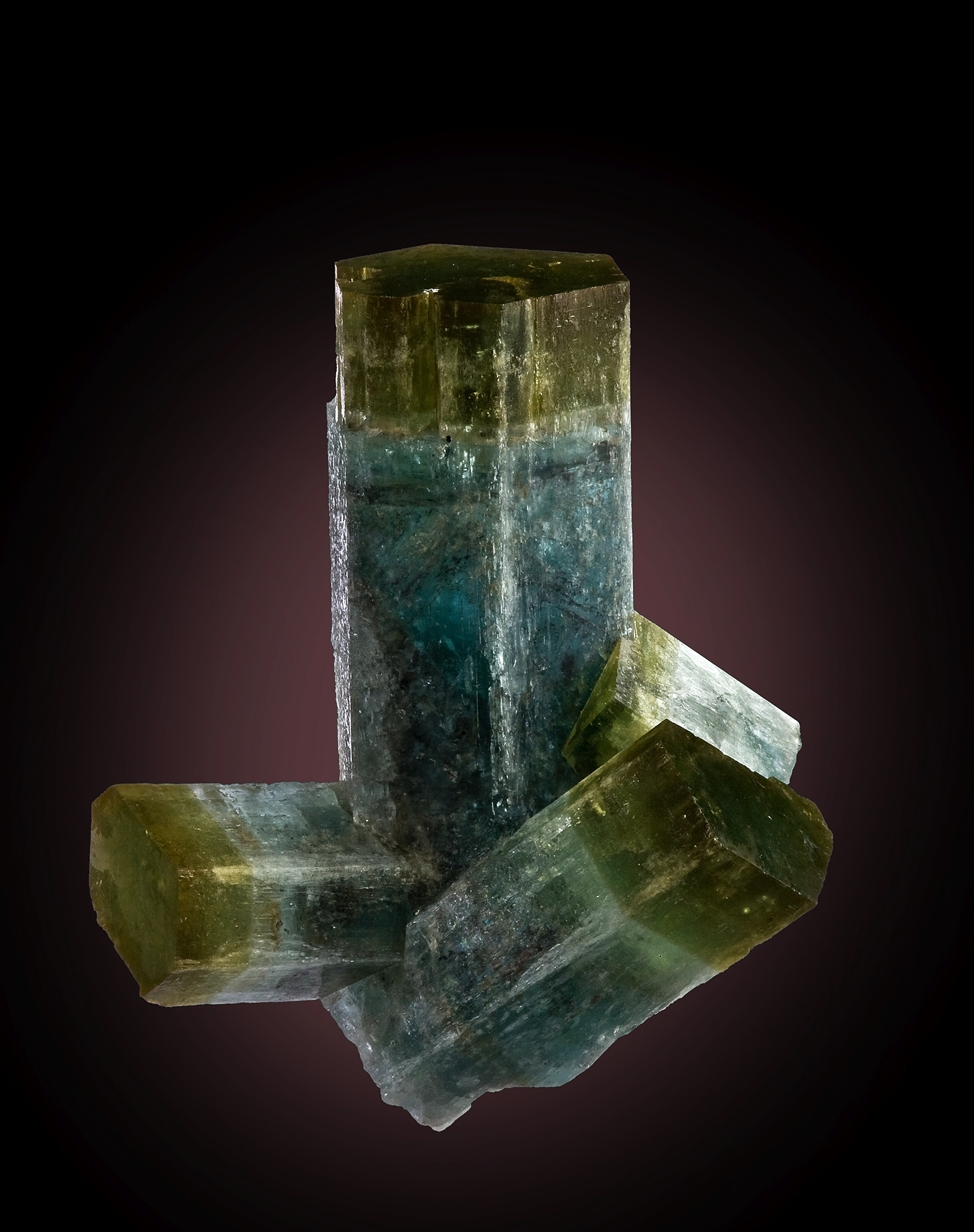
Zonar smaragd- bis goldfarbiger Beryll vom Erongogebirge, Namibia

## Bildung und Fundorte

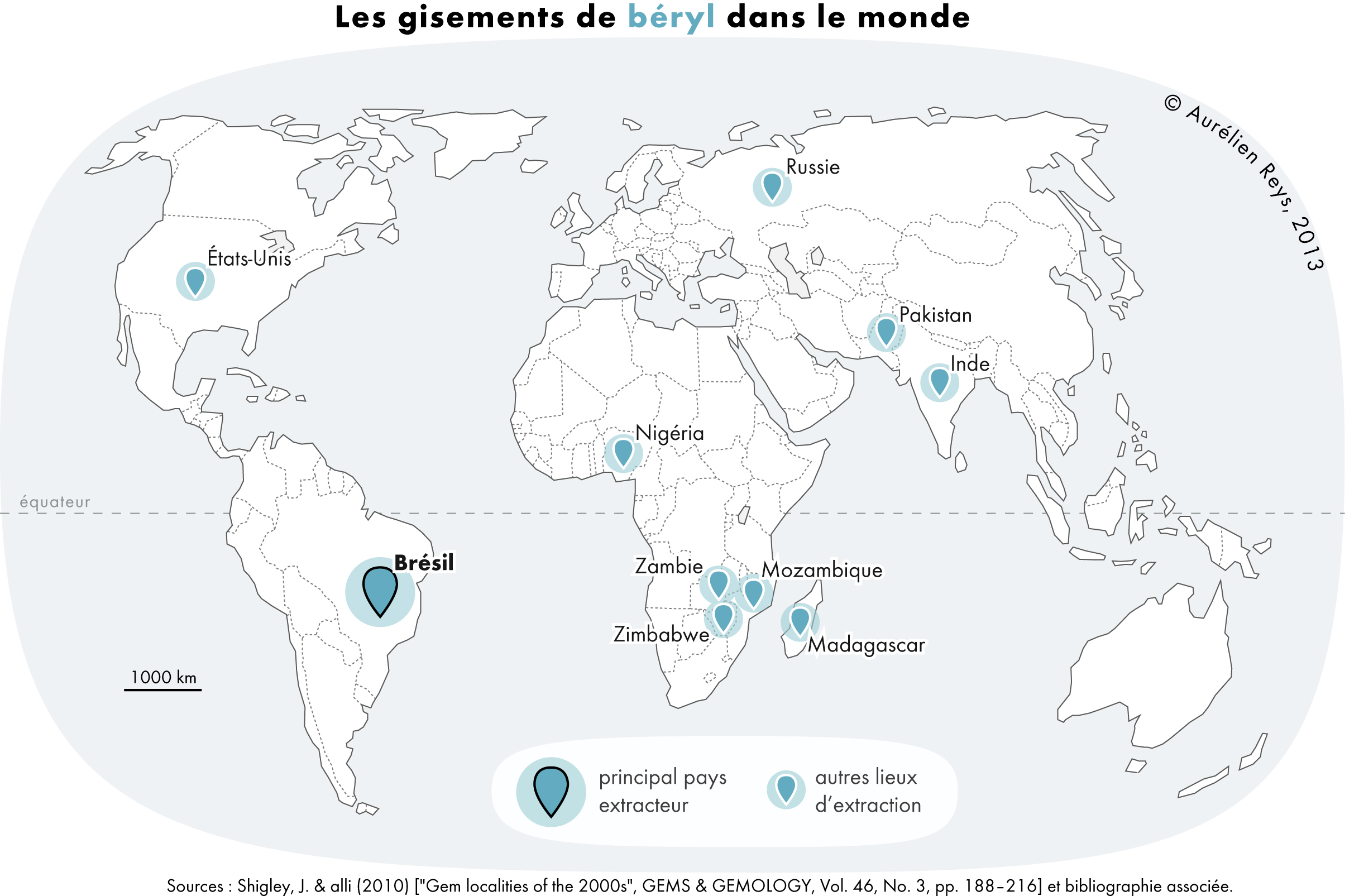
Hauptabbaugebiete für Beryll

Beryll bildet sich entweder magmatisch in Pegmatit und Granit oder hydrothermal in Greisen oder Quarz-Gängen. Auch metamorph gebildete Berylle sind gefunden worden, unter anderem in Gneis. Zudem kann es sekundär in Form von Seifenlagerstätten in Flusssedimenten angereichert sein.
Als Begleitminerale des Berylls finden sich unter anderem Albit, Mikroklin, Biotit, Muskovit, Lepidolith, Quarz, Fluorit, Topas, verschiedene Turmaline sowie Erzminerale wie Spodumen, Amblygonit, Kassiterit, Tantalit-(Mn), Tantalit-(Fe), Columbit-(Mn) und Columbit-(Fe).
Einige der vielen Fundorte sind unter anderem Minas Gerais und Rio Grande do Norte in Brasilien, Coscuez und Muzo in Kolumbien, Antsirabe in Madagaskar, Spitzkoppe in Namibia, Iveland in Norwegen, Habachtal in Österreich, Gilgit in Pakistan, Malyshevo und Murzinka im Ural in Russland, Adun-Chilon in Sibirien, sowie Keystone/South Dakota und Pala/Kalifornien in den USA
Beryll-Kristalle können außergewöhnlich groß werden. So sind im US-amerikanischen Bundesstaat Maine schon sechs Meter lange und eineinhalb Tonnen schwere Exemplare gefunden worden. Kristalle bis zu 177 Tonnen wurden in Namivo/Alto Ligonha in Mosambik gefunden.

## Verwendung

### Als Rohstoff
Beryll ist die Hauptquelle für das giftige Leichtmetall Beryllium, das unter anderem in der Raumfahrttechnik als Bestandteil von Speziallegierungen eingesetzt wird. Mehr als 80 Prozent der Weltjahresproduktion stammen aus den USA. Zudem wurden im Mittelalter Berylle zu Linsen geschliffen, die als Brille verwendet wurden und dieser ihren Namen gaben.

### Als Schmuckstein

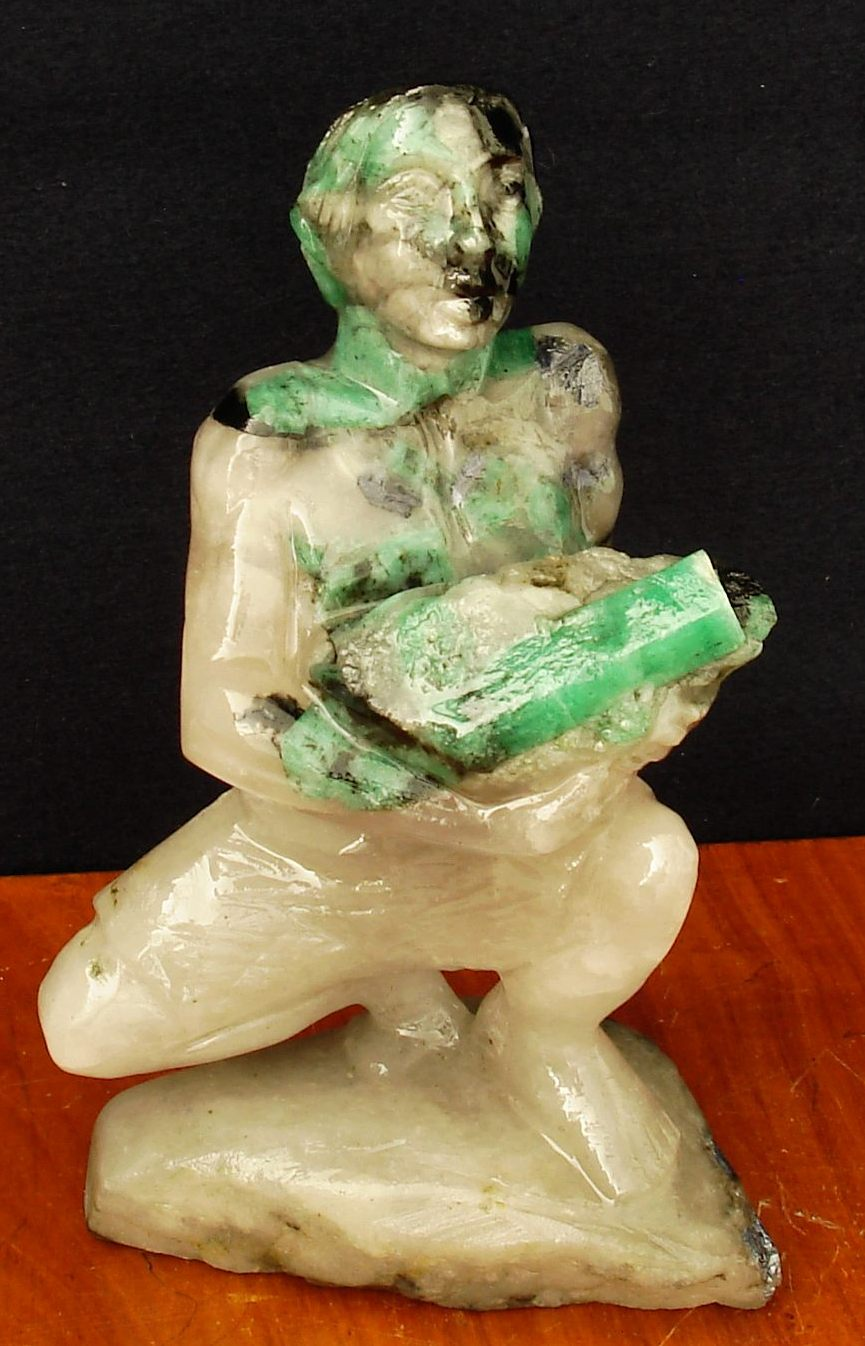
Skulptur aus Quarz mit eingeschlossenem Smaragd

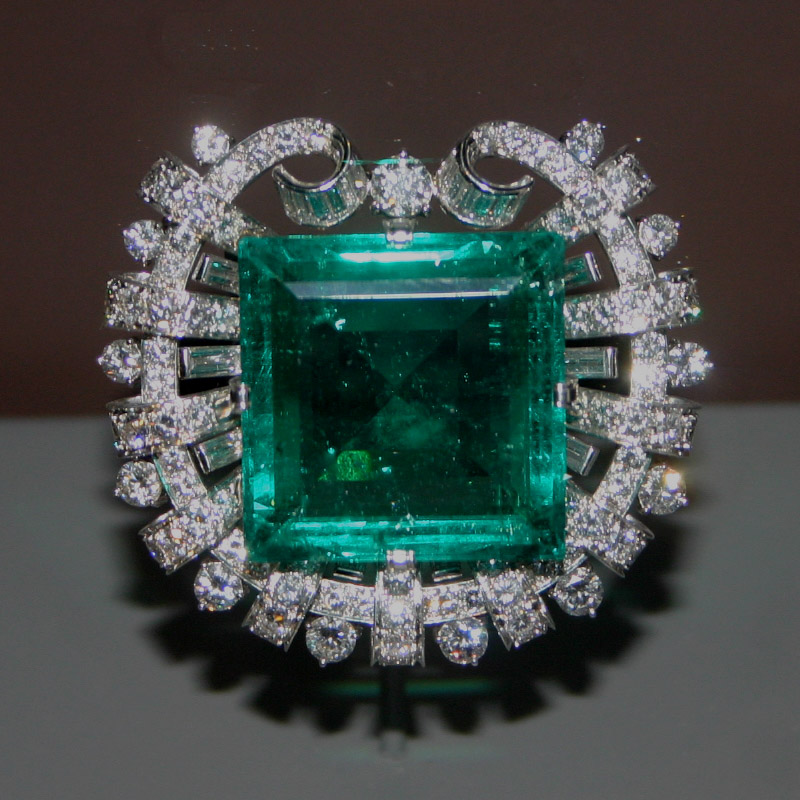
Hooker-Smaragd, 75 ct

Berylle aller Farbvarietäten werden bei guter Qualität zu Schmucksteinen verarbeitet. Der Smaragd wurde allerdings als eine der ersten Varietäten für diese Zwecke genutzt und in größeren Mengen abgebaut. Die ältesten Minen lassen sich auf etwa 1.300 v. Chr. datieren.
Klare Schmucksteine erhalten üblicherweise einen facettierten Schliff. Beim Schleifen ist jedoch der bei einigen Beryll-Varietäten deutliche Pleochroismus zu berücksichtigen.
Durchscheinende bzw. undurchsichtige Steine erhalten einen Cabochon-Schliff. Größere Mineralaggregate werden manchmal auch zu kunstgewerblichen Gegenständen verarbeitet.

### Sonstiges
Die englische Bezeichnung Beryl ist auch ein meist weiblicher, selten auch männlicher Vorname.